# خوسيه مانويل كاسادو
خوسيه مانويل كاسادو (بالإسبانية: José Manuel Casado Bizcocho)‏ (مواليد 9 أغسطس 1986 في كوريا ديل ريو - إسبانيا) لاعب كرة قدم إسباني يلعب حاليا لصالح نادي الدرجة الأولى خيريث الإسباني منذ 2009 في مركز الظهير الأيسر .

## روابط خارجية
- خوسيه مانويل كاسادو على موقع قاعدة بيانات كرة القدم.إي يو (الإنجليزية)
- خوسيه مانويل كاسادو على موقع Soccerbase.com (لاعب) (الإنجليزية)
- خوسيه مانويل كاسادو على موقع Soccerway.com (الإنجليزية)
- خوسيه مانويل كاسادو على موقع كووورة
- خوسيه مانويل كاسادو على موقع AS.com (الإسبانية)